# Nymphargus phenax
Nymphargus phenax es una especie de anfibio anuro de la familia Centrolenidae.

## Distribución geográfica
Esta especie es endémica de la provincia de La Mar en la región de Ayacucho, Perú. Habita a 1840 m de altitud en el valle del río Apurímac.

## Publicación original
- Cannatella & Duellman, 1982 : Two new species of Centrolenella, with a brief review of the genus in Perú and Bolivia. Herpetologica, vol. 38, n.º 3, p. 380-388.[5]